# گرده زنبور عسل

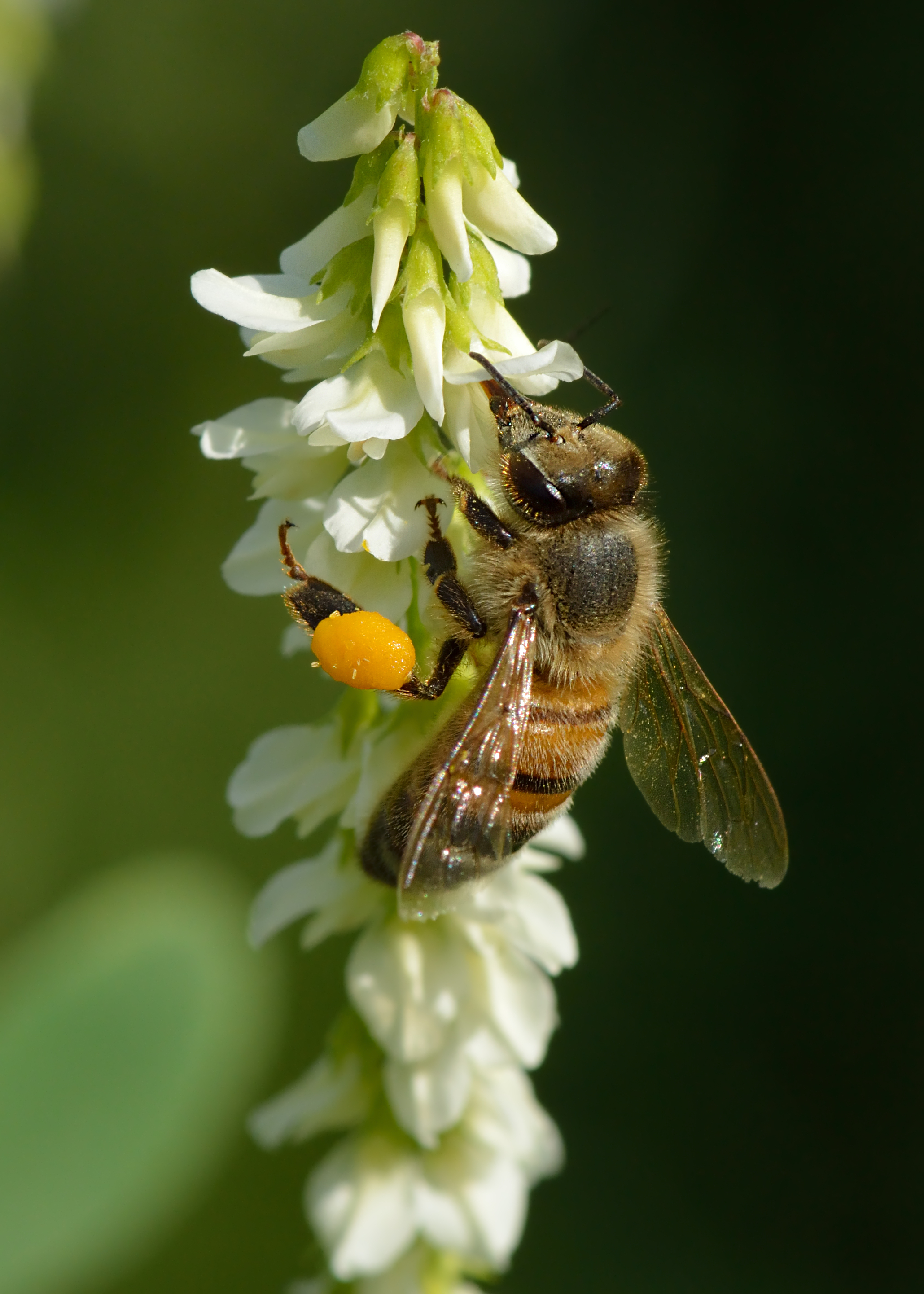
زنبور عسل با سبد گرده

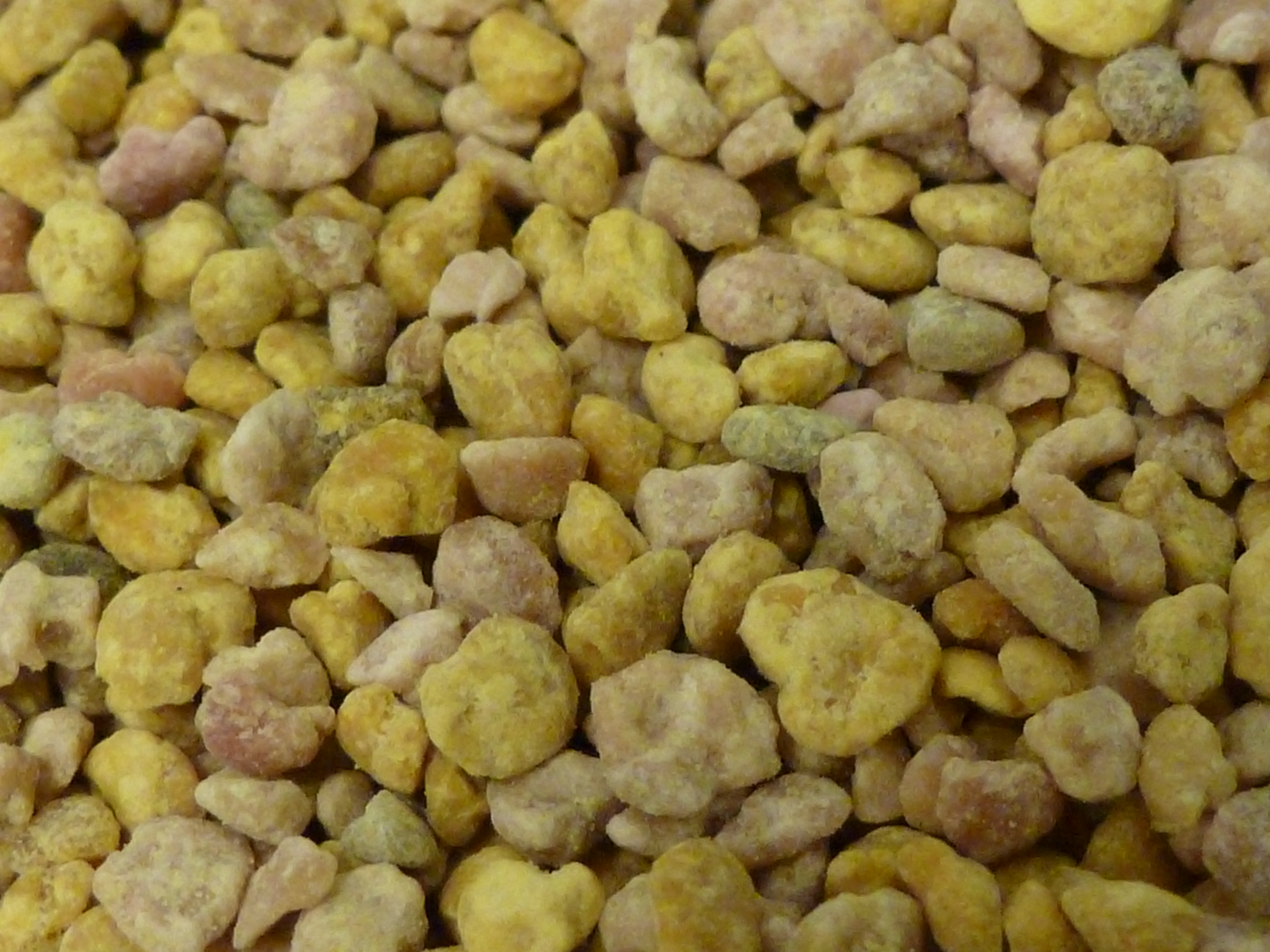
گرده زنبور عسل منجمد، مکمل غذایی انسان

گرده زنبور عسل (به انگلیسی: Bee pollen) به صورت تکه‌ها یا دانه‌هایی کروی پر از گرده‌های گل است که توسط زنبور عسل کارگر بسته‌بندی شده و به عنوان منبع غذایی اولیهٔ کندو نگهداری و استفاده می‌شود. ترکیب این دانه‌ها شامل قندهای ساده، پروتئین، مواد معدنی و ویتامین‌ها، اسیدهای چرب و درصد کمی از اجزای دیگر است. گرده زنبور عسل آمبروزیا؛ (نان ایزدان)، نیز خوانده شده، پس از مخلوط شدن با بزاق، با یک قطره عسل مهر و موم شده و در سلول‌های کندو نگهداری می‌شود.این ماده مزه خاصی ندارد.
گردهٔ زنبور عسل به عنوان یک خوراکی برای انسان گردآوری می‌شود؛ که این با ادعاهای مختلفی در مورد خاصیت‌های استفاده از آن همراه است. یکی از آن‌ها این است که فرایند تخمیر آن را از گردهٔ گل ساده بسیار قوی‌تر می‌کند.
کربوهیدرات‌ها گروه اصلی مواد تشکیل دهنده هستند و حدود ۴۰ تا ۸۵ درصد گرده گل خشک را تشکیل می‌دهند. فراوان‌ترین کربوهیدرات نسبت به سایر کربوهیدرات‌های گرده گل، فروکتوز، و سپس گلوکز و ساکارز هستند.
اولیگوساکاریدها و پلی‌ساکاریدها نیز اجزای تشکیل دهنده بسیار مهمی درون گرده گل هستند که به تنظیم عملکردهای بیولوژیک مختلف کمک می‌کنند. بعلاوه، این مواد تشکیل دهنده، به عنوان شاخص‌های مشخصه‌ای برای تشخیص منشأ گیاهی گرده گل هستند. اگرچه، به دلیل ماهیت آب‌گُریزی بالا، وزن مولکولی زیاد و قطبیت بسیار مشابه آن‌ها در میان قندها،  شناسایی آن‌ها هم از طریق روش GC و هم روش رنگ‌نگاری مایع با عملکرد بالا (HPLC)، کار دشواری است.

## نحوه جمع آوری گرده گل
زنبور عسل، گرده گل و ماده چسبناک اگلوتینات را برای پر کردن سبد گرده با استفاده از پاهای عقب خود جمع‌آوری می‌کند تا گرده گل زنبور عسل بسازد. این فرآیند شامل مرطوب‌سازی گل‌ ها بوسیله ترشحات دهانی زبان است و شکل‌گیری حبه گرده گل و چسبیدن آن به سبدهای ویژه را میسر می‌سازد.
زنبورداران از تله‌های گرده گل در ورودی کندوها، جهت جمع‌آوری گرده گل خام استفاده می‌کنند، که جمع‌آوری گرده زنبور برای کاربردهای تجاری احتمالی را آسان‌تر می‌کند.

## ویژگی‌های ظاهری و طعم گرده زنبور عسل
رنگ عموم گرده‌ها در خانواده رنگ‌های سبز و زرد متفاوت است. گرده جمع‌آوری شده به وسیله زنبور کارگر بیشتر در خانواده طیف رنگ‌های کِرِم، زرد، نارنجی تا قهوه‌ای مشاهده می‌شود و در محصولات مرتبط با آن هم کم‌تر رنگ سبز دیده می‌شود. این رنگ‌ها کمی هم به دلیل اضافه شدن عسل به گرده ایجاد شده که بیشتر دارای رنگی در همین طیفِ زرد و قهوه‌ای است.
طعم گرده زنبور به طعم گرده گل‌های مختلف بستگی دارد. طعم گرده گل‌ها متفاوت است و ممکن است شیرین، تلخ و یا بی‌مزه باشد. جمع‌آوری گرده توسط زنبور نظم خاصی ندارد و این‌طور نیست که تنها گرده‌ی گل خاصی را جمع‌آوری کند یا آن را به صورت جدا فرآوری کند. یک بقچه گرده ممکن است اجتماعی از گرده گل‌های مختلف باشد و طعم ثابتی نداشته باشد. اما به طور کلی می‌توان این‌طور در نظر گرفت که طعم گرده زنبور عسل به علت مخلوط شدن با مقداری شهد و عسل، به شیرینی تمایل دارد. میل طعم‌های دیگر آن ممکن است به تلخی یا ترشی هم برسد. ته‌مزه گس، طعم غالب دیگر گرده است که در بیشتر گرده‌ها وجود دارد.

## استفاده به عنوان مکمل غذایی
گیاه‌درمانان گردهٔ زنبور عسل را به عنوان یک درمان برای علاج بیماری‌های گوناگونی تجویز می‌کنند،
اما شواهد خوبی وجود ندارد که نشان دهد گردهٔ زنبور عسل به جز یک منبع از مواد مغذی بودن هیچ برتری روشن دیگری داشته‌باشد. خطرات بالقوهٔ مصرف گردهٔ زنبور عسل شامل آلودگی با میکوتوکسین‌های قارچی، آفت کش‌ها یا فلزات سمی است.
برای بیشتر افراد استفادهٔ کوتاه مدت از گردهٔ زنبور عسل بی‌خطر است، ولی برای کسانی با آلرژی‌های گرده (رینیت آلرژیک)، ممکن است سبب واکنش‌های آلرژیک شود مثلاً (تنگی نفس، کهیر، تورم و آنافیلاکسی). مصرف گردهٔ زنبور عسل برای زنان باردار ایمن نیست و در هنگام شیردهی نیز نباید استفاده شود. سازمان غذا و داروی آمریکا (USFDA) علیه استفاده از برخی از محصولات گردهٔ زنبور عسل هشدار داده‌است؛ زیرا آن‌ها داروهای محتوی سیبوترامین و فنول فتالئین را نامعتبر دانسته و با مصرف آن مخالفت می‌کنند.

### اثرات بیولوژیک گرده گل بر سلامت انسان
گرده گل حاوی انواع متابولیت‌های اصلی و فرعی است که دارای خواص درمانی مانند خواص آنتی‌اکسیدانی، ضدباکتریایی، ضدالتهابی، ضدسرطانی و ضدحساسیت است و می‌توان عملکرد بدن را تنظیم نماید.

## عوارض احتمالی مصرف گرده گل
اگر چه مصرف گرده گل برای همه افراد بی‌خطر است و فواید سلامتی زیادی برای آن‌ها دارد، اما مانند هر فرآورده طبیعی دیگری ممکن است باعث ایجاد مشکلاتی در بعضی از افراد شود.
1. افرادی که آلرژی فصلی دارند ممکن است به این ماده نیز حساسیت داشته باشند و برای آن‌ها ایجاد مشکل کند.
2. همچنین کسانی که دارای ناراحتی‌های تنفسی همچون آسم هستند بهتر است قبل از مصرف حتما با پزشک خود مشورت کنند

بهتر است در ابتدا برای اطمینان از عدم حساسیت به گرده گل مقداری کمی از آن را در حدود یک سوم قاشق چای خوری و حتی کمتر مصرف کنیم و اگر حساسیتی مشاهده نکردیم هر روز کمی به مقدار آن اضافه کنیم تا مقدار دلخواه خودمان برسد.